# Zentralinstitut für die kassenärztliche Versorgung der Bundesrepublik Deutschland
Das Zentralinstitut für die kassenärztliche Versorgung in der Bundesrepublik Deutschland (Zi) ist ein am 1. August 1973 gegründetes Forschungsinstitut in der Rechtsform einer Stiftung des bürgerlichen Rechts mit Sitz in Berlin. Träger der Stiftung sind die Kassenärztlichen Vereinigungen der Länder und die Kassenärztliche Bundesvereinigung.

## Organe der Stiftung
Organe der Stiftung sind:
- Kuratorium (bestehend aus dem Vorsitzenden der Kassenärztlichen Bundesvereinigung und den Vorsitzenden der Kassenärztlichen Vereinigungen der Länder), Kuratoriumsvorsitzende ist Annette Rommel, stellvertretender Vorsitzender ist Mark Barjenbruch[1]
- Vorstand: Vorsitzender: Dominik Graf von Stillfried[2], stellvertretender Vorsitzender ist Thomas Czihal[1]

## Aufgaben des Zentralinstituts
Aufgaben des Zentralinstituts sind das Betreiben und Fördern von Forschung und Wissenschaft sowie Projekte zur Entwicklung des ambulanten Gesundheitsbereichs. Hierzu gehören Wirtschaftlichkeitsanalysen der ambulanten Versorgung und Erforschung des Gesundheitssystems. Das Zentralinstitut nutzt hierfür alle wissenschaftlichen, empirischen, technischen und sonst zugängliche Methoden. Das Zentralinstitut hat dabei zwei Schwerpunkte gebildet:
- Arbeitsalltag und Rahmenbedingungen der niedergelassenen Ärzte
- Versorgungsforschung

Die Aufgabenbereiche des Zentralinstituts haben sich seit seiner Gründung im Jahr 1973 inzwischen mehrfach verändert und wurden jeweils dem Stand der Versorgung und dem Rechtsrahmen der gesetzlichen Krankenversicherung angepasst.
Es gliedert sich in sechs Fachbereiche:
1. Grundlagen der Versorgung mit veranlassten Leistungen
2. Versorgungsforschung, Systemanalyse und Data Science
3. Ökonomie
4. Epidemiologie
5. Medizin
6. Projektbüro DMP

Das Zentralinstitut fördert Forschungsvorhaben Dritter, die zur Qualität und Sicherstellung der vertragsärztlichen Versorgung beitragen können, mit einem Fonds für Projektförderung in Höhe von 250.000 Euro.
Ferner schreibt das Zentralinstitut jährlich den mit 7.500 Euro dotierten Wissenschaftspreis „Regionalisierte Versorgungsforschung“ aus. Mit diesem Preis will das Zentralinstitut Wissenschaftler dazu anregen, regionale Unterschiede in der medizinischen Versorgung zu untersuchen. Angenommen werden zudem Arbeiten, die Maßnahmen zur Verbesserung der Versorgung sowie deren Umsetzung thematisieren.